# Abraxas sinopicaria
Abraxas sinopicaria es una especie de polilla de la familia Geometridae. La especie fue descrita por primera vez por Eugen Wehrli en 1934 y se puede encontrar distribuido con endemismo en la provincia Sichuan, China.